# Albert du Bousquet

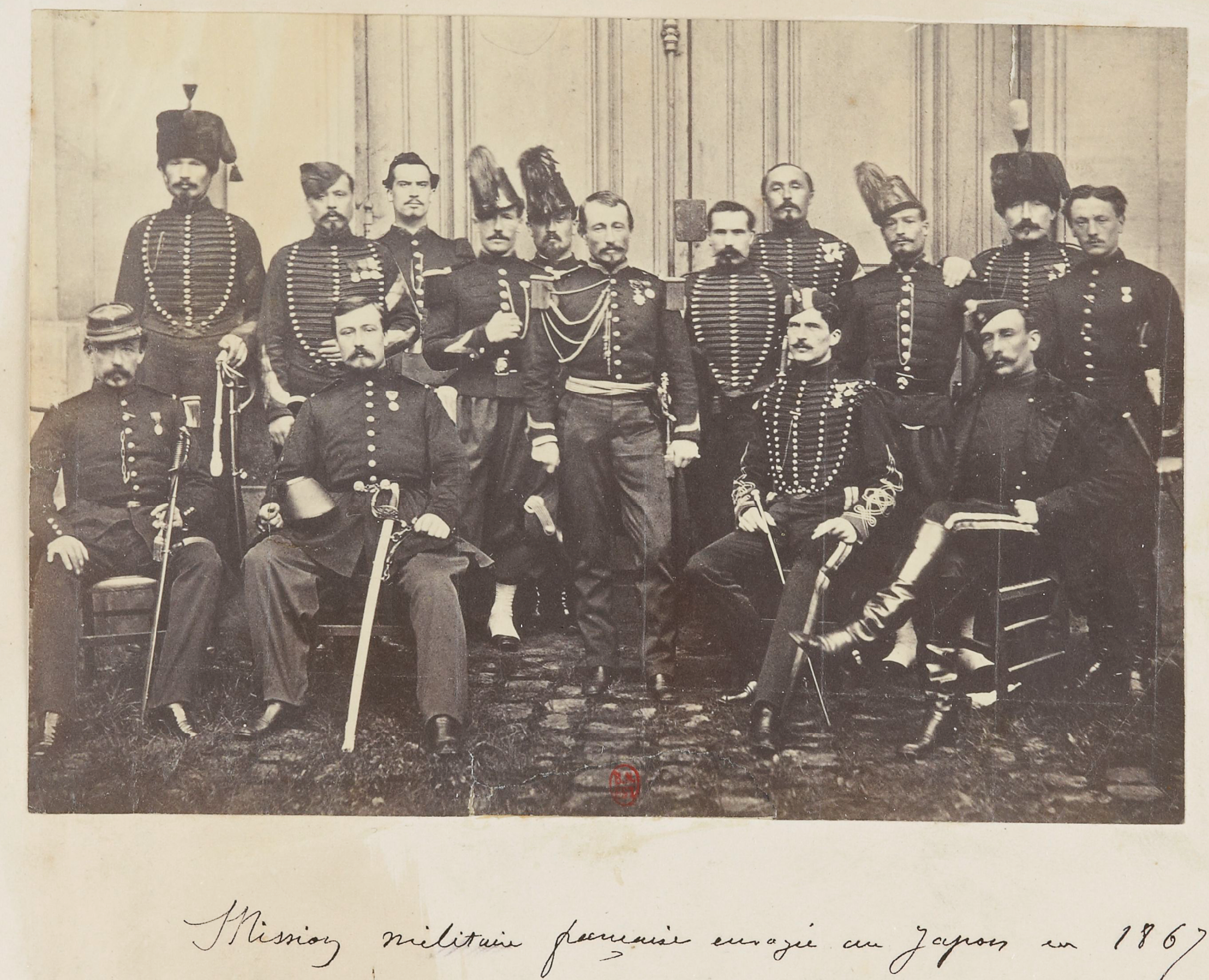
Mit seinen Kameraden auf einem Foto von 1867: Albert du Bousquet ist der Fünfte von rechts.

Albert Charles du Bousquet (geboren 25. März 1837 in Belgien; gestorben 18. Juni 1882 in Tokio) war ein belgischer Leutnant der Infanterie und Dolmetscher in Tokio.

## Leben und Werk
Albert du Bousquet, geboren in Belgien als Sohn französischer Eltern, wurde in Japan „Jibusuke“ (ジブスケ) genannt, was  „治部助“ bzw. „治部輔“ geschrieben wurde. Nach seinem Abschluss an der Militärakademie arbeitete er als Infanterieoffizier in China und Frankreich. 1867 kam er als Mitglied der vom Shogunat eingeladenen Militärausbildergruppe nach Japan.
Bousquet lernte Japanisch und arbeitete nach der Auflösung des Ausbilderkorps im Rahmen der Meiji-Restauration 1868 als Dolmetscher bei der französischen Gesandtschaft. 1870 wurde er als Berater für Militärzeremonien im Militärministerium (兵部省, Hyōbu-shō) angestellt und arbeite ab 1871 als Übersetzer für das Sain (左院), die Vorgängereinrichtung des parlamentarischen Senats (元老院, Genrō-in). Er übersetzte mehr als 100 französische Rechts- und Militärmaterialien, darunter Materialien für die Ausarbeitung der Nationalverfassung durch den Senat, und Rat- und Vorschläge für Verhandlungen, was die „Ungleichen Verträge“ des Westens mit Japan betraf.
1899 heiratete Bousquet die Japanerin Tanaka Hayo (田中 はよ), mit der er drei Kinder hatte. Auch nach Ablauf seines 10-Jahres-Vertrags blieb er in Japan und arbeitete als französischer Konsul in Tokio.